# José Fernandes Martins
José Fernandes Martins (,  — Laguna, 28 de novembro de 1932) foi um político brasileiro.
Foi prefeito do município catarinense de Laguna, de 28 de outubro de 1930, substituindo Gil Ungaretti, a 28 de outubro de 1932, data de sua morte.
Foi deputado à Congresso Representativo de Santa Catarina na 5ª legislatura (1904 — 1906) e na 6ª legislatura (1907 — 1909).